# 짜장면
짜장면(-醬麵) 또는 자장면(-醬麵)은 양파, 양배추 등 채소와 돼지고기에 기름으로 튀긴 춘장을 넣어 굵은 국수에 비벼서 먹는 한국식 중국 요리로, 짬뽕, 우동과 함께 대표적인 한국식 중국 요리로 꼽힌다. 
짜장면은 중국의 자장몐이 한국식으로 변형된 것이다. 산동 요리를 기반으로 하는 대부분 한국식 중국 요리처럼 그 대표격인 짜장면은 인천이 시작점이다.

## 특징

### 재료
굵은 국수에 검은색에 가까운 양념을 얹어 비벼 먹는다.
- 국수 : 짜장면은 밀가루를 반죽하여 늘려 만든 굵은 국수가락을 사용한다. 스파게티 면보다는 굵고 우동 면보다는 가늘다.
- 양념 : 돼지고기, 양파 등에 춘장을 넣어 식용유와 함께 볶아 만든다.

### 영양
짜장면 1인분의 열량은 대략 700kcal 정도로, 이는 한국 성인 기준 남성 1일 섭취량의 28%, 여성의 35%이다.

## 종류
종류는 다양하며, 다음과 같은 예를 들 수 있다.
- 간짜장 : (←乾-)물하고 녹말가루를 사용하는 대신 춘장을 기름에 볶아서 만든다.[4] 일반 짜장하고 달리 국수하고 짜장소스가 따로 나오며, 기호에 따라 계란 프라이를 곁들이는 경우도 있다. 양파를 볶았기 때문에 눅눅하지 않고 아삭한 것이 특징이다.
- 삼선짜장 : (三鮮-)새우, 오징어, 해삼, 미더덕, 전복, 주꾸미 같은 해산물을 넣어 만든다(생선 제외).
- 유니짜장 : (←肉泥-)채소와 고기를 잘게 갈아 넣은 부드러운 짜장이다. ‘유니’는 다진 고기를 뜻하는 중국어 肉泥의 산둥 지방의 발음에서 온 말이다.[4]
- 유슬짜장 : (←肉絲-)재료를 실처럼 가늘고 길쭉하게 채썰어서 국수와 같이 볶아 납작한 접시에 올려진 짜장이다. '유슬'은 길게 채썬 고기란 뜻의 중국어 肉絲의 산둥 지방의 발음에서 온 말이다.[4]
- 옛날짜장 : 소스가 묽은 편이고 감자가 들어가 있어 춘장의 맛이 부드럽다.
- 사천짜장 : (四川-)춘장 대신 두반장을 사용해서 만들며, 짜장에 겨자 또는 고추를 넣은 것이 특징이다(춘장하고 두반장을 섞어서 하는 경우도 있음). 순 100% 두반장만 사용할 경우 짜장면 특유의 검은색이 아닌 붉은색이 되며, 쓰촨 요리처럼, 매운 것이 특징이다.
- 쟁반짜장 : 큰 쟁반에 볶은 짜장을 올려 여럿이 같이 먹는 짜장으로, 대표적으로 해물 쟁반짜장이 있다.
- 짜장밥 : 국수 대신 밥에 짜장을 비벼먹는 음식이다.

짜장면은 1980년대 중반부터 인스턴트 식품으로 가공되어 짜장라면 (짜파게티, 짜짜로니, 짜왕, 짜슐랭 등)이 판매되고 있다.
그 밖에도 일반 짜장면에 다양한 토핑을 얹어서 먹는 종류의 짜장면도 있다.

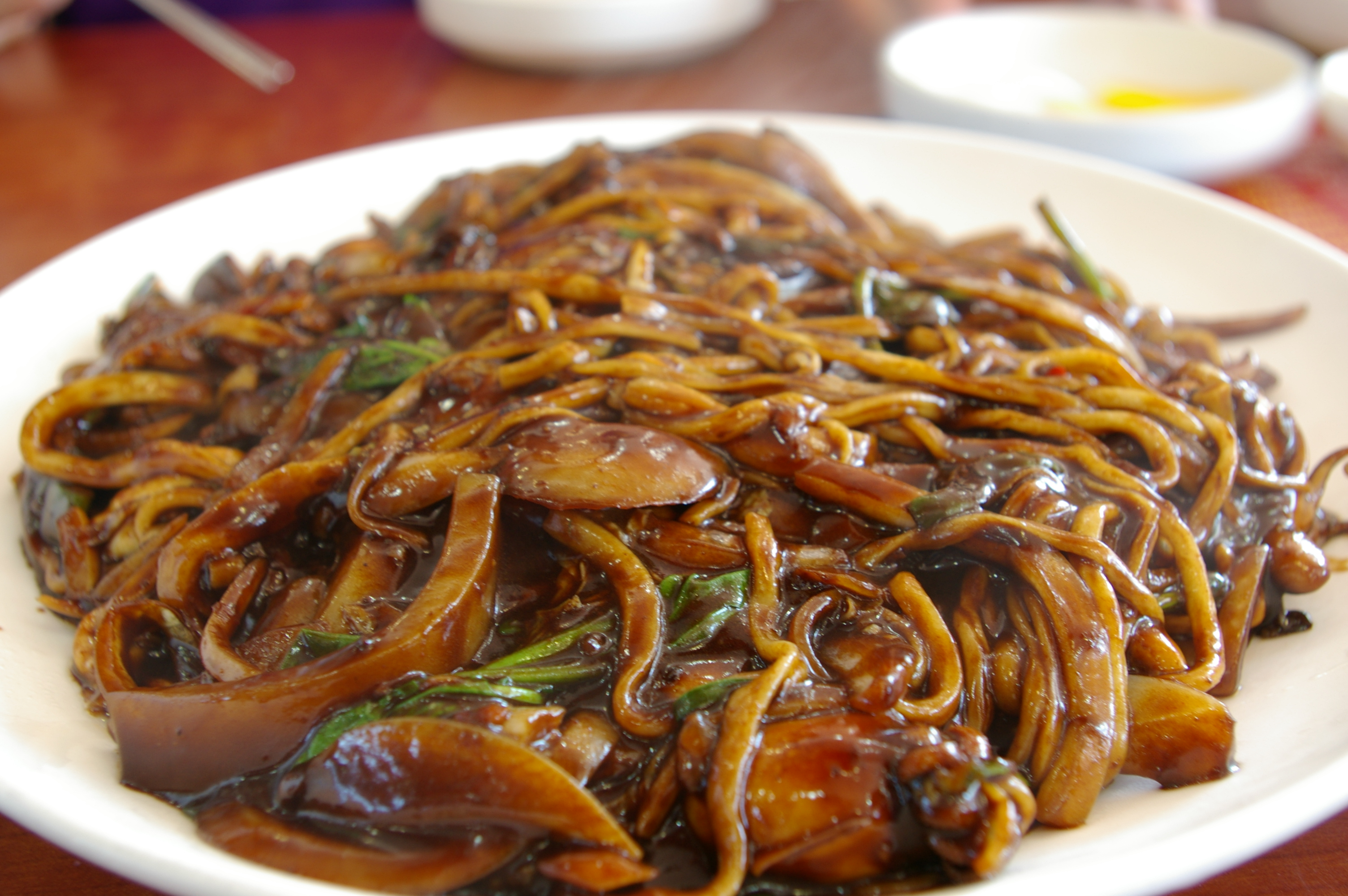
쟁반짜장
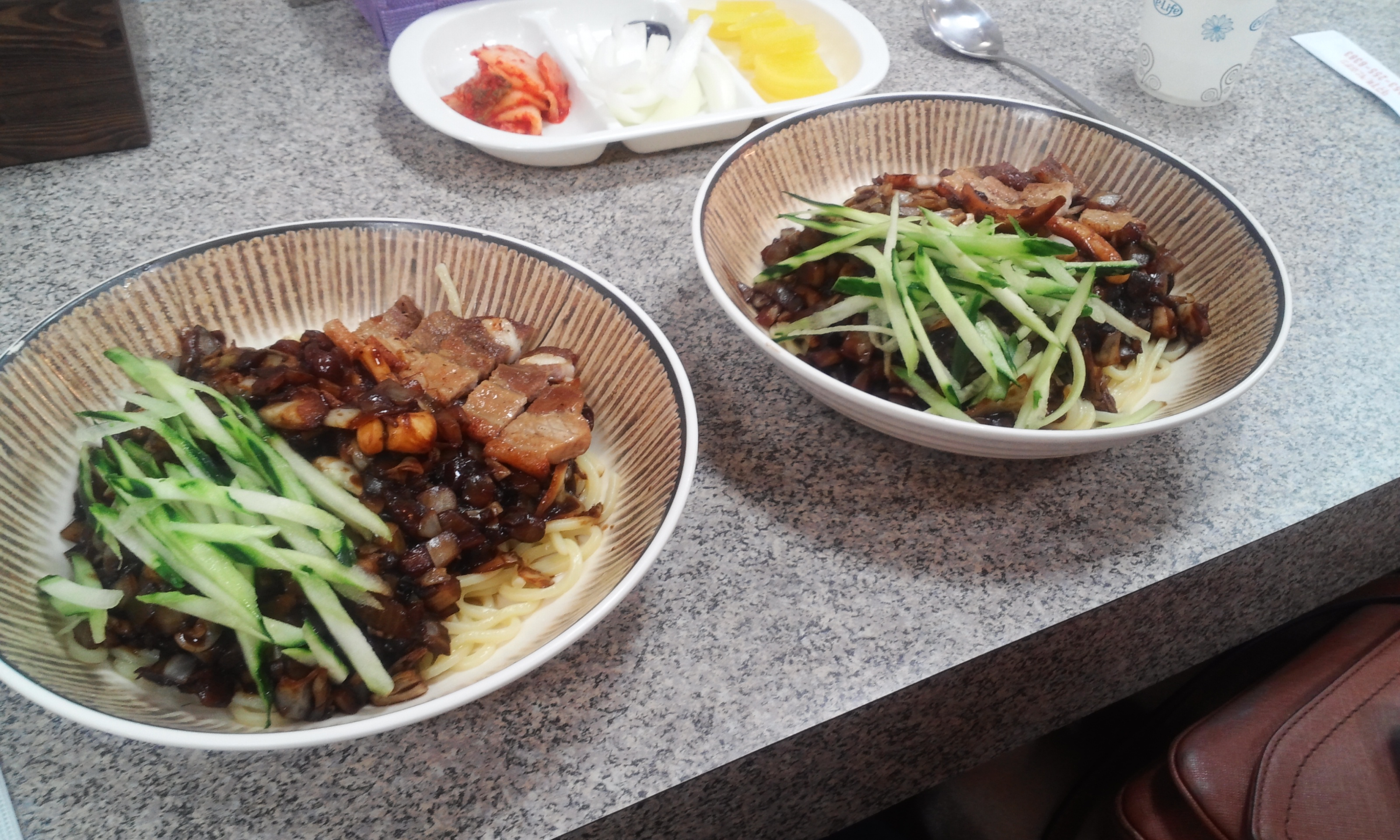
삼겹살 짜장면
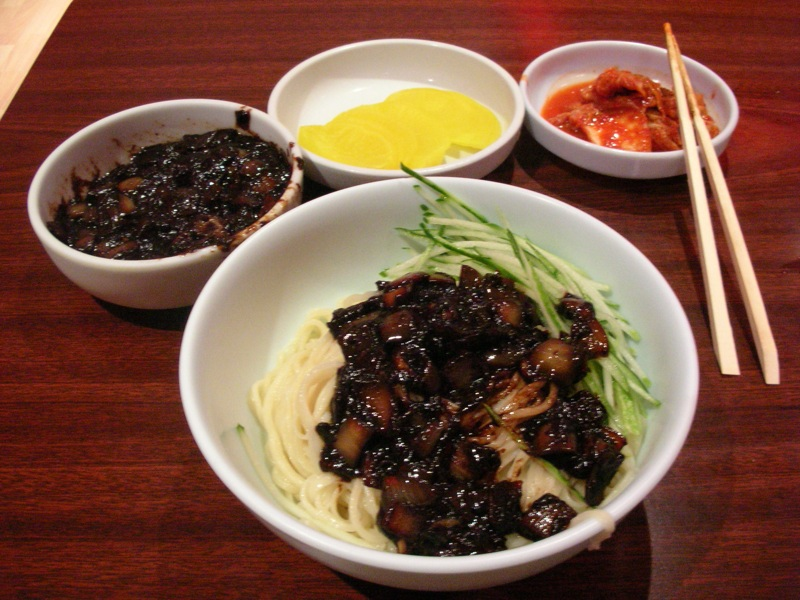
짜장면 상차림

## 유래와 역사

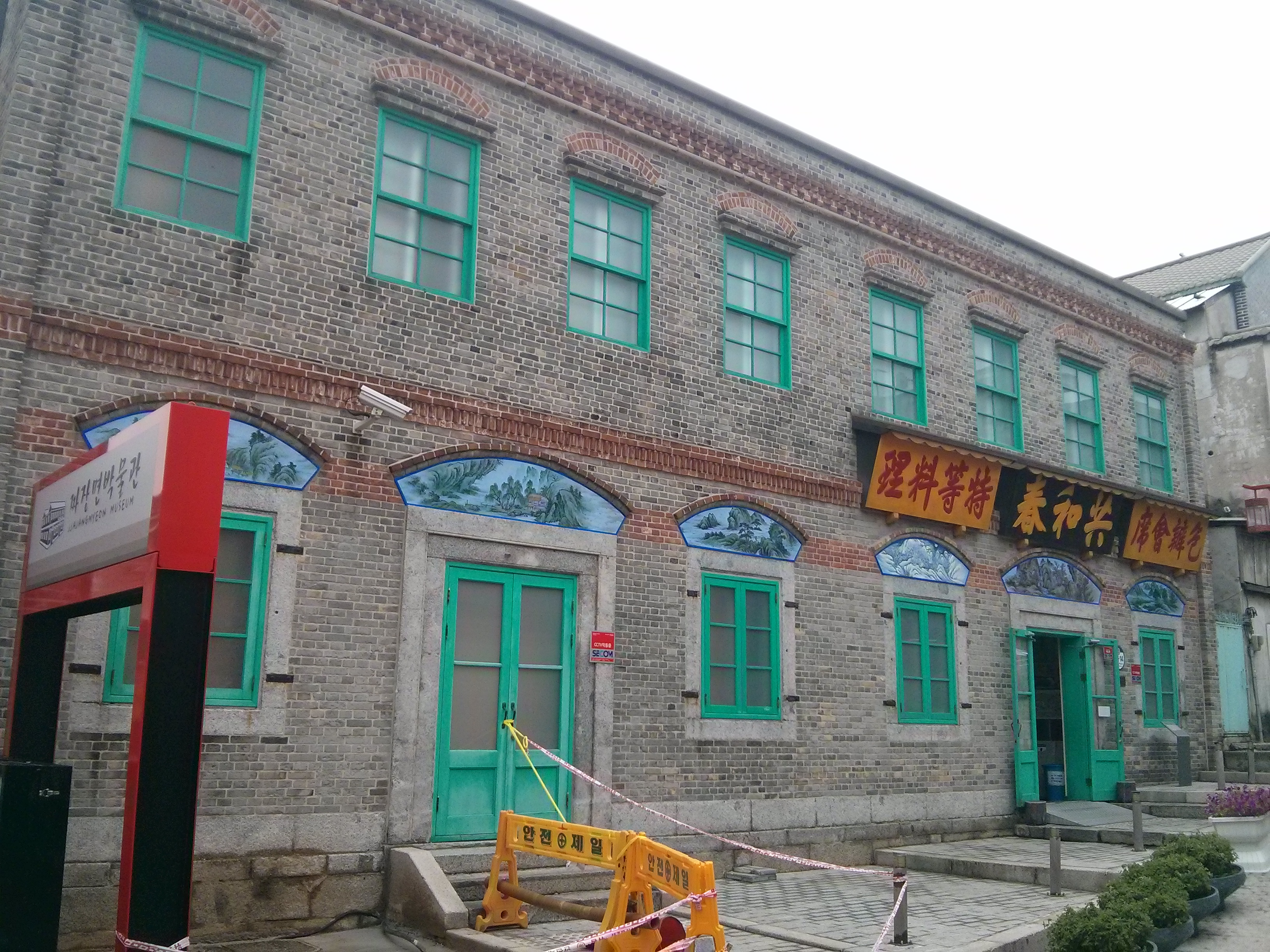
짜장면박물관 (구 공화춘 건물)

짜장면은 중국의 산둥반도 지역의 가정식이었던 자장몐(炸醬麵)이 한국인의 입맛에 맞게 변하여 만들어진 음식이다. 
지금도 베이징에서는 라오베이징자장몐다왕(老北京炸醬麵大王)등 전문점이 산동식 자장몐을 판다. 1890년대 중국 산둥(山東) 지방에서 건너 온 부두 근로자인 쿠리(苦力·하역 인부)들이 인천항 부둣가에서 간단히 끼니를 해결하기 위해 춘장에 국수를 비벼 먹던 음식이 짜장면의 시작이었다.
이후 청조계지를 중심으로 짜장면을 만들어 파는 중식음식점이 많이 생겼는데, 흔히 '원조 짜장면 집'으로 알려진 공화춘은 1905년에 문을 열었다.
1948년 영화장유가 창업하여 짜장면용 면장을 만들어 공급하기 시작하였다. 
한국 전쟁 직후인 1950년대 중반, 영화장유의 사장 왕송산은 춘장에 캐러멜을 넣어 단맛이 나도록 하고 사자표 춘장이라는 상품명으로 출시하였다. 
이로써 한국의 짜장면은 여러모로 중국의 자장몐과는 다른 음식이 되었다.
1960년대에 짜장면의 원가를 낮추기 위해 감자와 양파를 넣게 되었다. 1960년대~1970년대에는 대한민국 정부가 펼친 분식장려운동과 조리 시간이 비교적 짧은 점이 산업화 시대와 맞아 떨어지면서 짜장면은 전성기를 맞게 되었다.

## 대중문화 속의 짜장면
짜장면은 저렴한 가격에 어디서나 시켜 먹을 수 있는 음식으로 현재까지 한국 사람들에게 많은 사랑을 받고 있다.  
북극해 횡단을 3개월 만에 마친 등산가 허영호 씨는 인터뷰에서 가장 먹고 싶은 음식으로 짜장면을 꼽기도 해 화제를 일으키기도 했다. 
한국에서 외식산업이 본격적으로 발달하기 전인 1980년대 이전에는 서민들이 외식할 때 가장 손쉽게 먹을 수 있는 음식으로 각광 받았으며, 특히 입학·졸업·생일을 축하할 때, 이사를 가는 날 등에 가족들이 같이 즐겨 먹었다.
god의 1집에 수록된 《어머님께》에서도 짜장면을 통해 돌아가신 어머니에 대한 기억을 더듬는 내용이 나오기도 한다. 노래뿐만 아니라 영화 《주유소 습격사건》, 《살인의 추억》과 드라마 《환상의 커플》 등 많은 작품에서 짜장면에 대한 내용이 나왔다. 허영만 화백의 만화 《식객》에서는 중화요리의 대를 이어온 화교 삼부자 이야기에 등장했다.

## 표준어 문제
문교부(현.교육부)가 1986년 고시한 외래어 표기법과 표준국어대사전에는 '자장면'만이 표준어이고 맞춤법에 맞는 표기로 실려 있었다.
국립국어원 박용찬의 설명에 따르면, 자장면은 짬뽕과는 달리, 중국 된장을 가리키는 '자장'과 한자어인 '면'(麵)이 결합한 형태로 보기 때문이라고 한다.
그러나, 2002년에 발행된 표준 발음 실태 조사(최혜원, 국립국어원)에 따르면 서울·경기 지방 사람 210명 중, 151명이 '자장면'이 아닌 '짜장면'으로 발음하는 것으로 조사되었다.
한편, 시인 안도현은 그의 작품 《짜장면》의 제목과 관련해 "짜장면을 먹자고 해야지, 자장면을 먹자고 하면 영 입맛이 당기지 않을 게 뻔하다."라고 썼다. 그 밖에도 "짜장면은 자장면으로 쓰면서 짬뽕은 왜 잠봉이 아닌지 의문이 들게 만든다"라면서 현행 외래어 표기법을 비판하는 견해가 있다.
한편, 2009년 5월 17일, SBS TV의 시사·교양 프로그램인 SBS 스페셜의 164회 "자장면의 진실"에서 "짜장면"이란 표기의 정당성을 내세웠다. 이와 더불어 해당 프로그램에서 자체적으로 "자장면"과 "짜장면"의 표기에 대한 설문조사를 실시했는데, 당시 응답자 중 91.8%가 "짜장면"으로 부르고 있음을 확인하기도 했다.
2011년 8월 31일, 국립국어원은 아나운서 등을 제외하고는 거의 쓰지 않는 "자장면"에 비해 "짜장면"이 실생활에서 압도적으로 많이 쓰이는 현실을 수용해 "짜장면"을 복수 표준어로 인정하였다.

## 가격

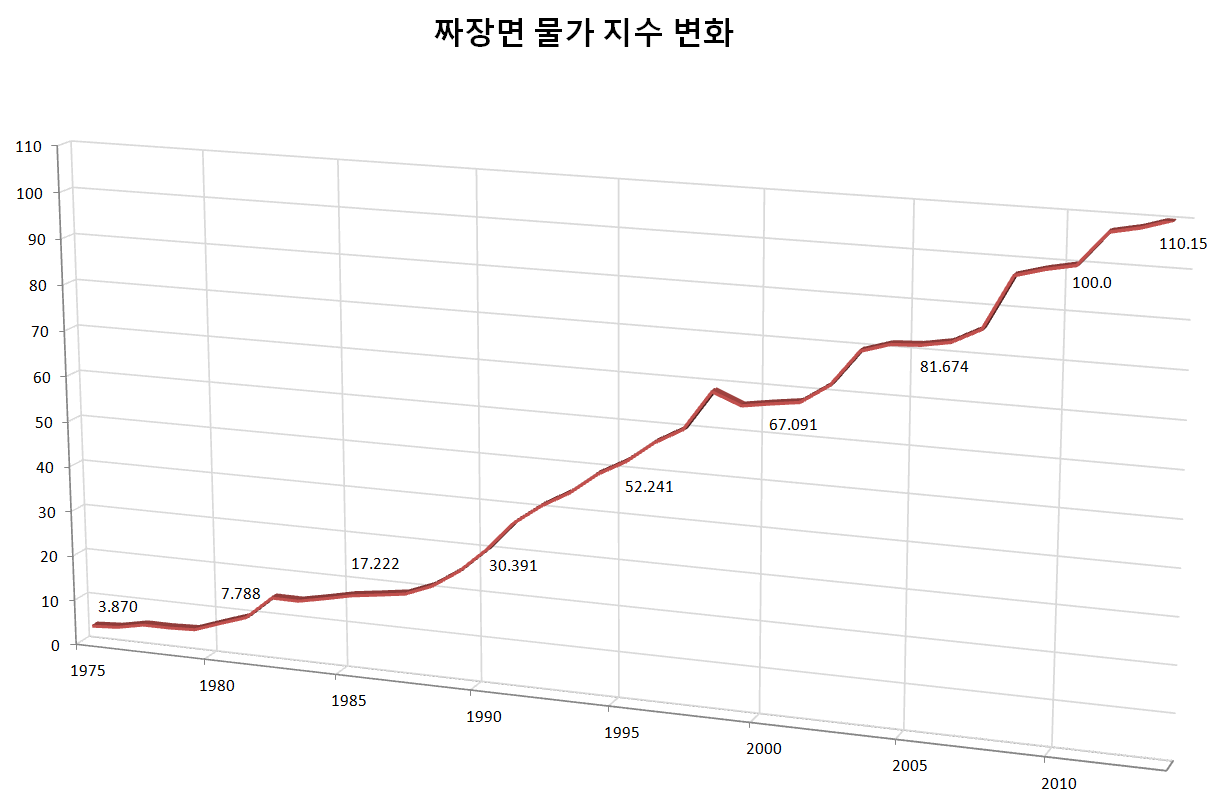
짜장면의 물가 지수 변화

1963년 무렵 짜장면 한 그릇의 가격은 20 ~ 30 원 정도였다. 2010년 가격을 100으로 하였을 때 짜장면의 물가 지수 변화는 아래의 표와 같다.
| 연도   | 물가지수 | 가격     |
| ------ | -------- | -------- |
| 2013년 | 110.15   | 5,000 원 |
| 2012년 | 108.26   | 4,500 원 |
| 2011년 | 107.0    |          |
| 2010년 | 100.0    | 3,900 원 |
| 2009년 | 98.768   |          |
| 2008년 | 97.067   |          |
| 2007년 | 85.839   |          |
| 2006년 | 82.749   |          |
| 2005년 | 81.674   |          |
| 2004년 | 81.331   |          |
| 2003년 | 79.463   |          |
| 2002년 | 71.938   |          |
| 2001년 | 67.929   |          |
| 2000년 | 67.091   |          |
| 1999년 | 66.150   |          |
| 1998년 | 68.575   |          |
| 1997년 | 60.125   |          |
| 1996년 | 56.790   |          |
| 1995년 | 52.241   | 1,900 원 |
| 1994년 | 49.011   |          |
| 1993년 | 44.440   |          |
| 1992년 | 41.096   |          |
| 1991년 | 36.795   |          |
| 1990년 | 30.391   |          |
| 1989년 | 25.119   | 1,200 원 |
| 1988년 | 21.236   |          |
| 1987년 | 18.889   |          |
| 1986년 | 18.032   |          |
| 1985년 | 17.265   |          |
| 1984년 | 15.925   |          |
| 1983년 | 14.732   |          |
| 1982년 | 14.780   |          |
| 1981년 | 9.756    |          |
| 1980년 | 7.788    | 500 원   |
| 1979년 | 5.720    |          |
| 1978년 | 5.455    |          |
| 1977년 | 5.455    |          |
| 1976년 | 4.271    |          |
| 1975년 | 3.870    | 210 원   |

## 같이 보기
- 한국 요리
- 한국식 중국 요리
- 블랙데이
- 탕수육
- 공화춘
- 짬뽕
- 짬짜면
- 자장몐
- 짜장라면